# Rolf Steffenburg
Rolf Steffenburg (Gävle, 14 de março de 1886 — Estocolmo, 18 de março de 1982) foi um velejador sueco, campeão olímpico. Ele competiu nos Jogos Olímpicos de Verão de 1920 na classe Cruzador de escolho 30 m² e conquistou a medalha de ouro na disputa a bordo do Kullan com Gösta Lundqvist e Gösta Bengtsson.
Steffenburg formou-se na Universidade de Karlstad em 1906 com o diploma acadêmico Diplom. Ele então trabalhou em vários bancos em Gotemburgo e Estocolmo. Em 1943, Steffenburg foi nomeado diretor do Svenska Handelsbanken.